# Belmopan
Belmopan, en espagnol Belmopán, est la capitale du Belize. Sa population était estimée à 21 974 habitants en 2024. Fondée en 1970, Belmopan est l'une des plus petites capitales du monde, hors micro-États.

## Toponymie
Le nom choisi pour la capitale est Belmopan, un acronyme formé à partir du nom du fleuve Belize, le plus grand du pays, et de son affluent, la rivière Mopan, qui se déverse dans le Belize à proximité de la capitale.

## Géographie
Belmopan a été construite sur un plateau proche de la vallée du fleuve Belize. Elle est située à 82 km au sud-ouest de l'ancienne capitale, Belize City, à l'intérieur des terres et à 31 km de la mer des Caraïbes. Elle se situe dans la région centrale du pays dans le district de Cayo à une altitude de 76 m, près de la vallée du fleuve Belize.
Le climat de Belmopan est de type tropical de mousson, selon la classification de Köppen. La saison des pluies est longue, allant de juin à février, suivie par une courte saison sèche, qui dure seulement deux mois mais qui connaît quelques précipitations. Le total annuel des précipitations s'élève à 2 020 mm, le mois le plus arrosé étant juin, avec 305 mm. Les températures moyennes mensuelles varient peu, étant comprises entre 22,9  et   27,9 °C.

## Histoire
Belmopan a été construite après la quasi-destruction de Belize City par l'ouragan Hattie en 1961 qui a détruit environ 75 % des habitations et des entreprises de la ville. Le gouvernement de l'époque, dans son manifeste de 1961 intitulé « PUP pour le Progrès » (PUP est le Parti uni du peuple), a proposé de construire une nouvelle capitale. Sa localisation fut choisie l'année suivante, en 1962, car à l'abri des cyclones et avec une température plus douce que sur la côte.
En 1964, alors que le Belize était encore une colonie britannique, le premier ministre George Price a conduit une délégation à Londres afin de collecter les fonds nécessaires pour financer la nouvelle capitale. Bien qu'il ne fût pas prêt à s'engager à financer un tel projet d'envergure, le gouvernement britannique a montré son intérêt en raison de la logique de la localisation de la capitale sur un terrain élevé protégé contre les marées. Pour encourager l'engagement financier du gouvernement britannique, le premier ministre et le gouvernement du PUP ont invité Anthony Greenwood, secrétaire d’État pour le Commonwealth et les Colonies, à visiter le Belize. Le coût initial estimé pour construire cette nouvelle ville était de quarante millions de dollars du Belize (20 millions de dollars américains). Seule la moitié, vingt millions de dollars béliziens, étaient disponibles mais l'élan pour la construction ne se perdit pas.
Les travaux ont commencé en 1967, la première phase des travaux, d'un coût de 24 millions de dollars de Belize (12 millions de dollars américains), fut terminée en 1970.
Le gouvernement déménagea à Belmopan en 1970, mais, dans un premier temps, la population de Belize City ne suivit pas. En effet, la création d'une ville ex nihilo paraissait utopique. De plus, la création d'une nouvelle capitale pose des problèmes : initialement, il y avait une certaine réticence chez les gouvernements étrangers à déplacer leurs ambassades à Belmopan parce qu'ils avaient des doutes quant à savoir si cette zone intérieure deviendrait la capitale effective du Belize. En février 2005, le gouvernement des États-unis a pris l'initiative et a commencé à construire une nouvelle ambassade à Belmopan, 35 ans après le transfert de la capitale. De nombreux pays ont poursuivi sur cette lancée et ont désormais installé leur ambassade.

## Politique et administration
| Période | Période  | Identité        | Étiquette | Qualité |
| ------- | -------- | --------------- | --------- | ------- |
| 2000    | 2006     | Anthony Chanona | PUP       |         |
| 2006    | 2015     | Simeon López    | UDP       |         |
| 2015    | 2024     | Khalid Belisle  | UDP       |         |
| 2024    | en cours | Pablo Cawich    | PUP       |         |

## Économie
Aujourd'hui[Quand ?], Belmopan compte environ 589 entreprises et la ville veut créer une zone  afin d'attirer la population du pays. Cinq banques internationales sont situées dans la ville, tout comme plusieurs institutions financières locales. Un terminal de bus et complexes du marché ont été construits en 2003.

## Démographie
La population de Belmopan est un mélange d'ethnies incluant des créoles, des garifunas, des métis, des Mayas. Les immigrants les plus récents proviennent de pays asiatiques comme la Chine et Taïwan.
Il y a cinq zones près de Belmopan :
- Saver (3 000 hab.) : principalement des centroaméricains.
- San Martin (1 694 hab.) : origines mixtes (créole et Maya en Amérique centrale).
- Las Flores (453 hab.) : principalement des Centro-Américains.
- Maya Mopan  (241 hab.) : principalement maya Ketchi / Mopan.
- Riviera : un mélange d'expatriés américains et locaux.

## Lieux et monuments
Compte tenu de sa petite taille et de sa modernité, Belmopan ne possède pas encore un réel patrimoine architectural et culturel. Néanmoins, certaines constructions modernes ne sont pas sans intérêt, comme l'immeuble de l'Assemblée nationale qui a été conçu pour ressembler à un temple Maya. De plus, la ville entend développer le tourisme en créant de vastes espaces verts. En 2012, un « boulevard Queen Elizabeth II », du nom de la reine Élisabeth II du Belize, est inauguré à Belmopan.

## Personnalités liées à la ville
- Joel Borland, coureur cycliste.
- Elroy Smith, défenseur de football.